# گروه اسینا ریتیل
گروه اسینا ریتیل (انگلیسی: Ascena Retail Group) شرکت خرده‌فروشی آمریکایی است، که در سال ۱۹۶۲ تأسیس شد.